# Wishology
Wishology (A Saga dos Padrinhos Mágicos no Brasil e Desejologia em Portugal) é uma trilogia de telefilmes do desenho animado Os Padrinhos Mágicos, sendo exibido pela emissora Nickelodeon nos Estados Unidos e na emissora YTV no Canadá nos dias 1 a 3 de maio de 2009. O filme foi produzido pela Frederator Studios e Nickelodeon Movies, sendo distribuído pela Billionfold Studios, Nelvana Studios e Nickelodeon Movies, tendo os mesmos personagens da série. Na ordem da produção os nomes dos episódios em inglês são: Wishology: The Big Beginning, Wishology: The Exciting Middle Part e Wishology: Part Final .

## Sinopses das Partes
O filme foi dividido em arco de história de três episódios de uma hora, começando no dia 1 de maio de 2009 (EUA e Canadá), com o primeiro episódio de uma hora, as 8PM/7c (20h) Então, os dias 2 e 3 de Maio de 2009 (EUA e Canadá), foram os últimos dois episódios de uma hora.
| E     | Prod. N. | Número | Título                                                                         | Resumo |
| ----- | -------- | ------ | ------------------------------------------------------------------------------ | --- |
| 25-26 | 95-96    | 01     | O Grande Começo - Parte I / O Grande Final - Parte II                          | Há muito tempo atrás o universo foi salvo da Escuridão (um grande buraco negro que poderia destruir o universo sugando para fora toda a luz e mágica nela). Após sua derrota ela volta com seu mesmo objetivo (destruir o universo). Então, Timmy vê então alguns desenhos antigos na Caverna do Destino que reivindicam que é o "Escolhido" para derrotar a Escuridão encontrando uma varinha mágica poderosa com a ajuda de Cosmo, Wanda, e Poof, mas a Escuridão mandou então seus sequazes, Os Eliminadores, para caçar Timmy durante todo o universo para destruí-lo antes de poder encontrar as varinhas. - Em cada parte Timmy terá que achar uma varinha. |
| 27-28 | 97-98    | 02     | A Emocionante Parte Do Meio - Parte I / A Emocionante Parte Do Meio - Parte II | A Escuridão destrói o planeta de Mark Chang, e Timmy deve viajar durante todo o universo a fim encontrar uma segunda varinha com a ajuda de sua família, de amigos, e mesmo de seus inimigos (Dark Laser, Crocker e Vicky). Trovão Turbo aparece e traz Timmy, mas os pais dele aparecem na lua azul e Timmy, sente que todos seus amigos, inimigos e parentes estão em perigo por causa dele, se sacrifica e beija Trixie antes de se atirar para ser engolido pela Escuridão (uma paródia de Piratas do Caribe). |
| 29-30 | 99-100   | 03     | Parte Final - Parte I / Parte Final - Parte II                                 | Confiável e seguro, Timmy sente-se muito melhor após ter derrotado a Escuridão e como seu mundo transforma em um paraíso para ele; entretanto, descobre logo que é todo o uma ilusão e que ele não teve a vitória, mas está vivendo agora dentro da Escuridão. Agora sua família, seus amigos, e mesmo seus inimigos na parte externa devem salvá-lo e ajudar o a encontrar uma terceira, e, a varinha final a fim de derrotar definitivamente a Escuridão. |

## Paródia de Filmes
- Quarteto Fantástico e o Surfista Prateado - A Escuridão, lembrando a entidade Galactus.
- O Exterminador do Futuro - A jaqueta usada pelo eliminador.
- Exterminador do Futuro 2: Dia do Julgamento Final - Como agarra o revestimento fora do motociclista é uma referência a como o T-800 tinha começa sua roupa e seu banco para o motociclista.
- O Exterminador do Fururo - A Salvação - Timmy é vestido acima como de John Connor para uma breve parte.
- Matrix - A primeira parte da trilogia de desejos do Timmy.
- De Volta Para o Futuro - A cena da perseguição entre Timmy, Jorgen e os Eliminadores.
- Senhor dos Anéis - A segunda trilogia de desejos do no começo da primeira parte.
- Harry Potter - A prisão de Abracatraz e a terceira trilogia de desejos do Timmy no começo da primeira parte.
- Superman - A origem de Trovão Turbo (voz de Brendan Fraser de A Mumia)
- Batman - A Turner-Caverna e Turner-Moto
- Homens de Preto - Os agentes da M.E.R.F.
- Godzilla - Cosmo se transforma em um dragão falante chamado Coszilla
- Transformers - A transformação dos Eliminadores
- Star Wars - Quando Dark Laser, Timmy, Mark Chang, Vicky e Crocker se disfarçaram para entrar em um Lanchonete Espacial e os sabres de luz e também Vicky fala ajude Timmy Turner você é minha última esperança igual a princessa Leia vala ajude me Obi Wan Kenobi você é minha última esperança.
- História sem Fim - O guardião da 2ª Varinha, e The Darkness (A Escuridão), paródia de The Nothing.
- O Náufrago - Origem do Trovão Turbo, e quando o mesmo ficou preso na Lua Azul.
- Canguru Jack - O Changaroo, um ataque de Mark Chang.
- Piratas do Caribe: O Baú da Morte - Timmy, se sacrificou e beijou Trixie antes de se atirar para ser engolido pela Escuridão igual à Jack Sparrow mas ao invés de Escuridão foi o Kracken.
- The Blues Brothers - Timmy sendo The Chosen One (O Escolhido).
- Twitches: As Bruxinhas Gêmeas - A Escuridão.
- Kingdom Hearts - As estrelas que desaparecem. (apesar de não ser um filme, a idéia pode ter vindo desse jogo)
- Ichabod - Vicky joga sua Cabeça de Abóbora Flamejante.
- Conan the Barbarian - As Fadas são obrigadas a empurrar uma grande roda, semelhante a Roda da Desgraça
- History of the World: Part 1 - Timmy diz É bom ser O Escolhido semelhante ao personagem de Mel Brooks, que disse É bom ser Rei!
- WALL-E - Na terceira parte, um robô pisa em cima do pé de Jorgen quando ele está em Marte, e esse robô é idêntico ao WALL-E.